# Краљевачка телевизија
Краљевачка телевизија (скраћено: КА ТВ) је српска локална телевизија. Основана је у марту 2009. године, и угашена је 2. новембра 2011. Медијска кућа се налази у Краљеву.